# Gebiet der DB

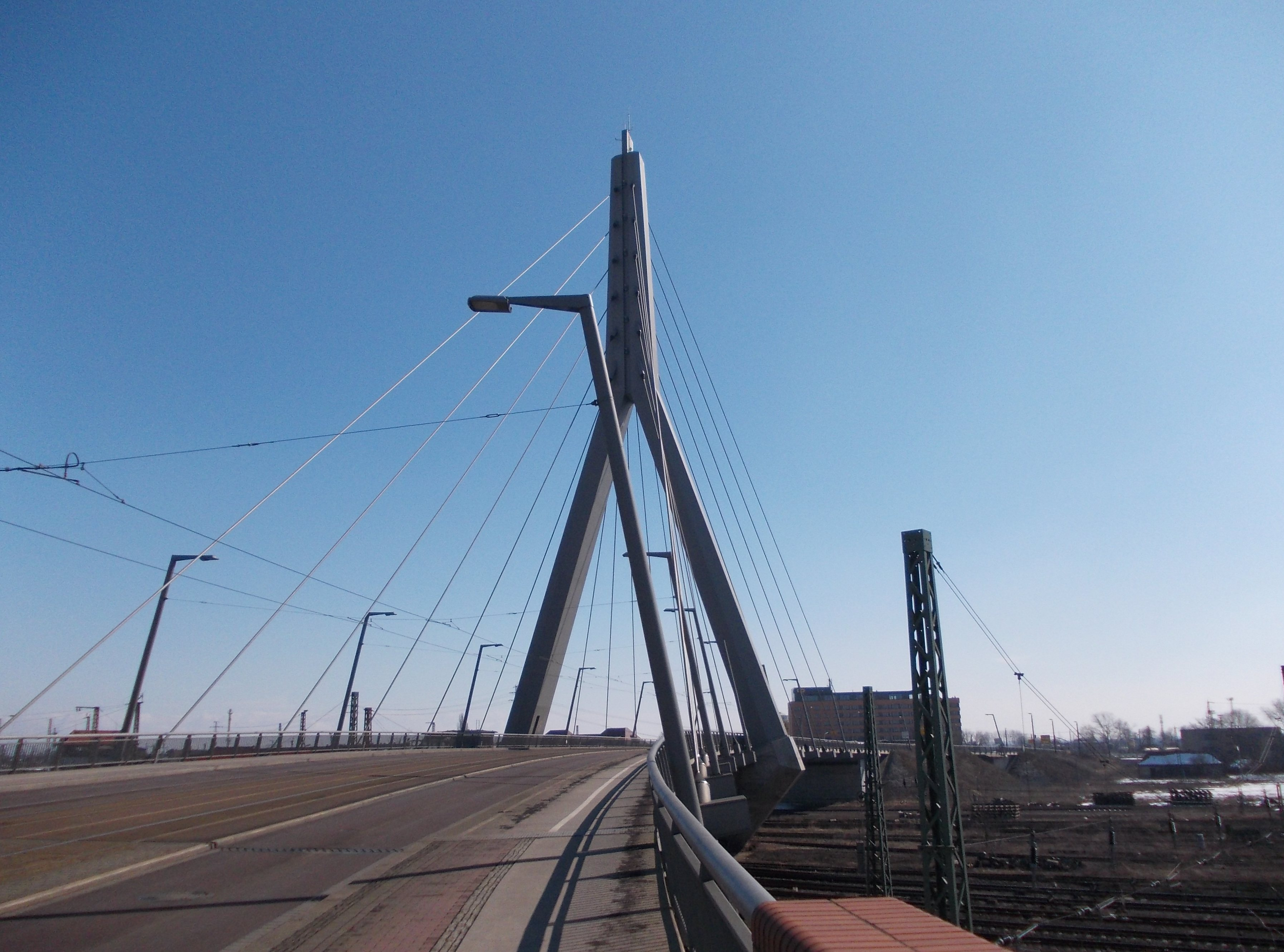
Dominierendes Bauwerk im ehemaligen Stadtviertel ist die Berliner Brücke

Das Gebiet der DR war ein Stadtviertel im Stadtteil Halle, Stadtbezirk Ost von Halle (Saale) in Sachsen-Anhalt. Es beinhaltete hauptsächlich die Gleisanlagen des Hauptbahnhofes und des Güterbahnhofes. Die Abkürzung wurden in den offiziellen Texten nicht ausgeschrieben. Im Jahr 2023 wurde das Stadtviertel aufgelöst und in den zum Stadtteil erhobenen Bereich Freiimfelde/Kanenaer Weg eingegliedert.
Das Stadtviertel wurde in offiziellen Dokumenten durchgehend als „Gebiet der DR“ bezeichnet, so in Wahlbekanntmachungen (2004–2018) und im Auflösungsbeschluss von 2022. In einer Karte zur Hauptsatzung von 2015 erschien einmalig die Bezeichnung „Gebiet der DB“. Inoffiziell wurde es auf der städtischen Website als „Gebiet der Deutschen Bahn“ geführt.

## Lage
Das Stadtviertel war zum größten Teil von Bahnhofs- und Gleisanlagen eingenommen. Im Westen grenzte es entlang der B 6 (Volkmannstraße) an den Stadtbezirk Mitte. Im mittleren Teil wurde das Viertel von der Delitzscher Straße unterführt, wobei der westlichste Teil der Straße zur Fläche des Stadtviertels gehörte. Die Ostseite der Ernst-Kamieth-Straße war ebenfalls Teil des Stadtviertels. Im Norden wurden die Gleisanlagen von der Berliner Brücke überquert. Nur die Unterführung und die Brücke stellten die Verbindungen zum Stadtkern her.

## Infrastruktur
Dominierendes Bauwerk in dem ehemaligen Stadtviertel ist neben der im Jahre 2006 neu erbauten Berliner Brücke der 2003 ebenfalls neu gestaltete Hauptbahnhof. Der Zentrale Omnibusbahnhof (ZOB) an der Ernst-Kamieth-Straße wurde im Jahr 2010 ebenfalls umgebaut und modernisiert.
Unweit der Berliner Brücke, an der Berliner Straße, ist der Eingang zum  DB-Museum Halle, das  im alten Lokschuppen IV vorwiegend Lokomotiven der Deutschen Reichsbahn ausstellt.
Ebenfalls auf dem Gebiet des ehemaligen Stadtviertels in unmittelbarer Nähe zum Westausgang des Hauptbahnhofs befindet sich in der Ernst-Kamieth-Straße ein Ärztehaus mit Apotheke, das auch ein Seniorenheim beherbergt.
Zum ehemaligen Stadtviertel gehörende Wohnflächen, die allerdings nur einen sehr geringen Anteil ausmachen, sind vorrangig zu Beginn der Delitzscher Straße zu finden.